# 김해 구산동 백운대 고분
김해 구산동 백운대 고분(金海 龜山洞 白雲臺 古墳)은 대한민국 경상남도 김해시 대성동에 있는 고분이다. 1999년 8월 3일 경상남도의 기념물 제223호로 지정되었다.

## 개요
김해 구산동 백운대 고분은 1997년 부경대 박물관에 의해 발굴 조사되었는데 1기의 봉토분 좌편에 출입구가 있는 횡혈식의 주석실과 3기의 부속석곽이 함께 조성된 것으로 현실은 2차에 걸쳐 추가장이 이루어졌음이 밝혀졌다. 도굴되었지만 토기류, 철기류, 금동제품, 청동기류 등 58점의 유물이 출토되어 6C 후반 금관가야 멸망후의 이 지역묘제 및 유물편연구에 좋은 자료가 되었다. 원래 사적 75호인 구산동 고분군의 일부였으나 99. 8. 3일 도 기념물로 변경 지정되었다.

## 같이 보기
- 김해 구산동 고분군 - 사적 75호

## 참고 문헌
- 김해구산동백운대고분 - 국가유산청 국가유산포털